# Knud Christian Rockstroh
Knud Christian Rockstroh (geboren am 2. Dezember 1860 in Nykøbing; gestorben am 1. Oktober 1942 in Kopenhagen) war ein königlich dänischer Offizier und Militärhistoriker.

## Leben
Rockstroh wer der Sohn des aus Deutschland eingewanderten Maurermeisters Johann Heinrich Rockstroh (1833–1872) und dessen Frau Anna Maria (geborene Møller, 1825–1927). Da sein Vater früh verstorben war, begann er zunächst eine Buchhändlerlehre, bevor er 1880 in Viborg für den Militärdienst angeworben wurde. 1882 wurde er Sekondeleutnant und setzte seine militärische Laufbahn fort. 1887 wurde er zum Premierleutnant befördert und von 1894 bis 1896 durchlief er die Stabsabteilung der Offiziersschule. Seit 1902 war er Kapitän. Nach dem Erreichen der Altersgrenze war er von 1912 bis 1920 Kapitän der Reserve.
Ab 1895 befasste er sich mit der dänischen Militärgeschichte. Er veröffentlichte mehrere Schriften zum Zeitraum von 1600 bis in die 1900er Jahre. In den Jahren 1911 bis 1928 gehörte er der Kommission für historische Waffen an; von 1913 bis 1917 war er Mitglied der Kommission zur Modifikation der Militärbibliotheken. In den Jahren 1901 bis 1929 war er zudem als Deutschlehrer an der Offiziersschule tätig. Zu seinen wissenschaftlichen Veröffentlichungen gehören unter anderem Udviklingen af den nationale Haer i Danmark i det 17. og 18. aarhundrede, ein Werk zur Entwicklung des stehenden Heeres in Dänemark in drei Bänden, und die Biografien, die er zum Dansk biografisk leksikon beisteuerte.
Seit dem 17. Juli 1889 war er mit Dagmar Eleonora (geborene Madsen, 1865–1929) verheiratet.

## Auszeichnungen
- 1911: Ritterkreuz des Dannebrogordens[1]
- 1918: Dannebrogsmændenes hæderstegn[1]
- 1941: Komtur II. Klasse des Dannebrogordens[1]

## Schriften (Auswahl)
Er verfasste zahlreiche Biografien zu dänischen Militärpersonen und Kriegsministern.
- Et dansk Korps’ Historie 1701–1709, etc. Gyldendal, Kopenhagen 1895, OCLC 504426161.
- Ereignisse und Verhältnisse in den Herzogtümern Schleswig und Holstein während der Invasion 1813/14. In: Zeitschrift der Gesellschaft für Schleswig-Holsteinische Geschichte. Bd. 44 (1914), S. 125–219 (Digitalisat).
- Udviklingen af den nationale Haer i Danmark i det 17. og 18. Aarhundrede. Schønberg, Kopenhagen 1916.
- General de Meza og Dannevirkes rømning. C.A. Reitzel, Kopenhagen 1930, OCLC 3956074.